# 令之
令之（れいし、生没年不詳）とは、江戸時代の浮世絵師。

## 来歴
師系・経歴不明。画風は鈴木春信風だが、春信の門人だったかどうかは明らかではない。作画期は寛保の頃とされ、作に山形県鶴岡市の正善院に奉納された「お竹大日如来図」と「浮絵囲碁図」が知られる。「浮絵囲碁図」は室内での遊楽を描いた浮絵で、元文から延享の頃にかけて流行した画題である。

## 作品
- 「お竹大日如来図」　板地着色、扁額（絵馬）　正善院所蔵　※「令之」の朱文壷印（書き印）あり
- 「浮絵囲碁図」　着色　※「令之」の落款あり。『尚美資料』第九編第一輯掲載